# Supresión del votante

Votantes en las cabinas de votación en los Estados Unidos en 1945

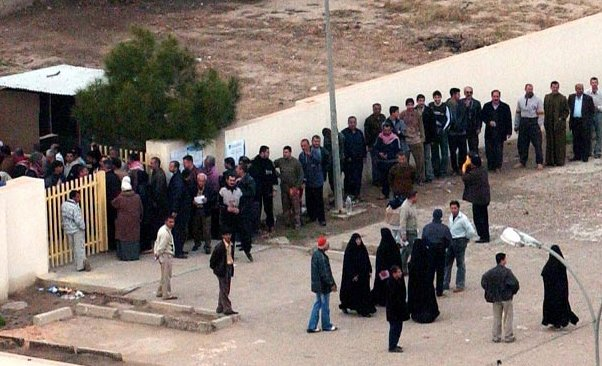
Votantes en fila fuera de una estación de encuesta en Bagdad durante elección iraquí de 2005. La concurrencia fue considerablemente alta a pesar de las preocupaciones extendidas de violencia.

Supresión (o anulación) del votante (en inglés Voter suppression) es una estrategia utilizada para influir el resultado de una elección al desalentar o impedir que grupos concretos de personas puedan votar. Se distingue de la campaña política en que esta busca modificar el comportamiento a través de persuasión, alterando las opiniones de potenciales votantes. La supresión del votante, en cambio, implica intentos de reducir el número de votantes que podrían votar contra un candidato o propuesta.
La táctica de supresión del votante va desde cambios menores para hacer que el ir a votar sea menos conveniente, hasta físicamente intimidando e incluso atacando probables votantes. La supresión del votante puede ser eficaz si un número significativo de votantes se acobarda o priva de ejercer su derecho. En 2013, el tribunal Supremo de los Estados Unidos, reglamentó en el Shelby v. Holder que leyes relativas al voto han tenido como consecuencia discriminación y anulación de votantes.

## Ejemplos

### Australia
En Australia es obligatorio que los ciudadanos se inscriban para votar y es su responsabilidad actualizar su inscripción cuando cambien de dirección. Aun así, se estima que aproximadamente el 6% de los votantes australianos aptos no están inscritos, o están inscritos incorrectamente. Estos son votantes en gran medida más jóvenes, muchos de los cuales dejan de inscribirse cuando alcanzan la edad de votar. 
En 2006, el gobierno de Howard legisló para cerrar la lista electoral mucho antes una vez que se convocó a elecciones. Mientras que anteriormente, a los votantes se les había otorgado siete días de gracia después de que se había convocado a una elección para organizar o actualizar su inscripción, a los nuevos votantes se les permitía solo hasta las 8:00 p. m. del día en que se emitió la orden electoral para presentar su formulario de inscripción, mientras que aquellos que necesitaban actualizar sus direcciones se les permitió tres días. En Australia, el Primer Ministro tiene efectivamente el derecho de determinar la fecha de la elección, siempre y cuando se cumplan las normas constitucionales relativas al plazo máximo del parlamento. Por lo tanto, es probable que esta medida resulte en que muchos votantes nuevos no puedan votar en la primera elección para la cual fueron elegibles porque el tiempo para organizar su inscripción una vez que se convocó una elección se había reducido considerablemente. 
La medida fue considerada como un intento de supresión de votantes dirigida a los más jóvenes, que en las encuestas habían demostrado que es más probable que en general votarían votaría a la oposición, el Partido Laborista Australiano o los Verdes. El gobierno negó que estuvieran tratando de suprimir a algunos votantes, insistiendo en que el propósito de la reforma era suavizar la administración de las elecciones y reducir la posibilidad de fraude electoral. Esto fue a pesar del hecho de que la Comisión Electoral de Australia no había solicitado tal reforma, no había evidencia de un fraude electoral significativo y que la Comisión Electoral de Australia había tratado con cientos de miles de inscripciones tardías sin problemas significativos durante décadas. 
En julio de 2010, el grupo de lobby de izquierda inclinada GetUp! presentó una impugnación a esta ley. El Tribunal Superior de Australia aceleró la audiencia para que se pudiera tomar una decisión a tiempo para las elecciones federales de 2010. La decisión de la mayoría anuló el cierre temprano de la edición, restableciendo la antigua regla que permite a los votantes contar con siete días de gracia para organizar o actualizar su inscripción. 
Los ciudadanos australianos de 16 o 17 años pueden inscribirse en línea para que cuando cumplan 18 años puedan votar.

### Canadá
Poco antes de la elección federal canadiense de 2011, se aplicaron tácticas de supresión de votos emitiendo llamadas telefónicas y llamadas en vivo para notificar a los votantes que su puesto de votación había cambiado. Las ubicaciones ofrecidas por estos mensajes fueron intencionalmente falsas, a menudo para desviar a los votantes varias horas desde las estaciones correctas y, a menudo, se identificaron ilegalmente como provenientes de Elections Canada.
En un litigio presentado por The Council of Canadians (Consejo de los Canadienses), un tribunal federal determinó que tal fraude había ocurrido y probablemente había sido perpetrado por alguien con acceso a la base de datos de votantes del Partido Conservador, incluida su información sobre sus preferencias. El tribunal declaró que la evidencia no probaba que el Partido Conservador o sus candidatos exitosos estuvieran directamente involucrados. Sin embargo, criticó al Partido Conservador por hacer "poco esfuerzo para ayudar con la investigación". El tribunal no anuló el resultado en ninguna de las seis circunscripciones en que se produjo el fraude, porque concluyó que el número de votos afectados había sido demasiado pequeño para afectar el resultado.

### Reino Unido
Lutfur Rahman fue el alcalde directamente elegido de Tower Hamlets, en Londres, hasta que fue destituido de su cargo por violar las reglas electorales. Sus partidarios supuestamente intimidaron a los votantes en los colegios electorales.
Las propuestas actuales del Partido Conservador de exigir para votar una de las varias formas de identificación con foto son excesivamente caras, lo que puede reducir la participación de los votantes jóvenes y pobres que tienen más probabilidades de votar por el Partido Laborista.

### Estados Unidos
En los Estados Unidos, las elecciones se administran a nivel local y las formas de supresión de votantes varían según las jurisdicciones. En la fundación del país, el derecho de voto en la mayoría de los estados se limitaba a los hombres blancos propietarios de propiedades. Con el tiempo, el derecho de voto se otorgó formalmente a minorías raciales, mujeres y jóvenes. Durante los siglos XIX y principios del XX, los estados del sur aprobaron las leyes de Jim Crow para reprimir a los votantes de las minorías pobres y raciales, tales leyes incluían impuestos a las encuestas, pruebas de alfabetización y cláusulas de abuelo. La mayoría de estas tácticas de supresión de votantes se hicieron ilegales después de la promulgación de la Ley de Derechos de Votación de 1965. En 2013, surgieron leyes discriminatorias de identificación de votantes después de la decisión de la Corte Suprema de anular la Sección 4 de la Ley de Derechos de Votación, que algunos argumentan equivale a la supresión de votantes entre los afroamericanos.
En Texas, fue repetidamente considerada ser intencionadamente discriminatoria una ley relativa a la identificación del votante que requiere la licencia de conducir, pasaporte, identificación militar, o permiso de pistola. Las leyes de elección del estado podrían ser puestas bajo el control del Departamento de EE.UU. de Justicia (DOJ). Bajo la órbita del fiscal general Jeff Sessions, aun así, el DOJ ha expresado apoyo para la ley de identifación de Texas. Sessions fue acusado por Coretta Scott Rey en 1986 por intentar suprimir el voto negro. Fue revertido también un problema similar relativo a la ley de identificación en Dakota del Norte, el cual pudo haber inhabilitado a grandes números de americanos nativos.
En Wisconsin, un juez federal descubrió que la ley restrictiva sobre la identificación de votantes del estado condujo a "incidentes reales de privación de derechos, que socavan en lugar de aumentar la confianza en las elecciones, particularmente en las comunidades minoritarias"; y, dado que no había evidencia de una suplantación generalizada de votantes en Wisconsin, se encontró que la ley era "una cura peor que la enfermedad". Además de imponer requisitos estrictos de identificación de votantes, la ley recortó la votación anticipada, obligando a las personas a vivir en un distrito electoral por lo menos 28 días antes de la votación y prohibió enviar por correo electrónico boletas de votante ausente a los votantes.
Otras medidas controvertidas incluyen el cierre de las oficinas del Departamento de Vehículos Motorizados (Department of Motor Vehicles; DMV, por sus siglas en inglés) en vecindarios con minorías, lo que dificulta a los residentes obtener las identificaciones de los votantes; cierre de lugares de votación en vecindarios con minorías; privar sistemáticamente a los distritos electorales de los vecindarios con minorías de los recursos que necesitan para operar de manera eficiente, como los trabajadores electorales y las máquinas de votación; y expulsar a los votantes de las listas poco antes de una elección.
A menudo, el fraude electoral se cita como una justificación de tales leyes, incluso cuando la incidencia del fraude electoral sea baja. En Iowa, los legisladores aprobaron una estricta ley de identificación de votantes con el potencial de privar de derechos a 260.000 votantes. De los 1,6 millones de votos emitidos en Iowa en 2016, solo hubo 10 denuncias de fraude electoral; ninguno fue un caso de suplantación que una ley de identificación de votantes pueda haber evitado. El Secretario de Estado de Iowa, Paul Pate, el arquitecto del proyecto de ley, admitió: "No hemos experimentado un fraude electoral generalizado en Iowa".
En mayo de 2017, el presidente Donald Trump estableció la Comisión de Asesoría Presidencial sobre Integridad Electoral, supuestamente con el propósito de prevenir el fraude electoral. Los críticos han sugerido que su verdadero propósito es la supresión de los votantes. La comisión está dirigida por el fiscal general de Kansas, Kris Kobach, un firme defensor de las estrictas leyes de identificación de votantes y un defensor del sistema Crosscheck. Crosscheck es una base de datos nacional diseñada para verificar los votantes que están registrados en más de un estado comparando nombres y fechas de nacimiento. Investigadores de la Universidad de Stanford, la Universidad de Pennsylvania, la Universidad de Harvard y Microsoft encontraron que por cada instancia legítima de doble registro que encuentre, el algoritmo de Crosscheck devuelve aproximadamente 200 falsos positivos. Kobach ha sido repetidamente demandado por la American Civil Liberties Union (ACLU) por intentar restringir los derechos de voto en Kansas.
En 2018, David Krupa, de 19 años, un adolescente conservador del Suroeste de Chicago que estudiaba ciencias políticas y economía decidió postularse para el concejal del distrito 13 en Chicago, Illinois. Contra el actual regidor Marty Quinn. Para ingresar a la boleta, Krupa tuvo que presentar 473 firmas válidas de residentes de barrio en la Junta de Elecciones de Chicago, en su lugar, Krupa presentó 1.703 firmas. En respuesta a esto, un equipo organizado de trabajadores políticos para el presidente de la Cámara de Representantes, Michael J. Madigan, fue de puerta en puerta con documentos legales oficiales, y pidieron a los residentes que firmen una declaración jurada que revoque su firma en la petición de Krupa.